# Woodfjorden
Woodfjord és un fiord situat a la costa nord de l'illa de Spitsbergen, a l'arxipèlag de Svalbard. És el quart fiord més llarg de l'arxipèlag de Svalbard amb la boca orientada cap al nord al costat del Wijdefjorden, i fa 64 quilòmetres de llargada.